# Цаміс Каратасос
Дімітріос Цаміс Каратасос (грец. Δημήτριος Τσάμης Καρατάσος, 1798, Іматія — 1861, Белград) — грецький арматол, учасник визвольної боротьби грецького народу XIX століття проти пригноблення Османської імперії, один з лідерів партизанського руху. Син Анастасіоса Каратасоса.
Під час визвольної війни 1820-1829 років Цаміс Каратасос брав участь у багатьох битвах разом зі своїм батьком. Потім був ад'ютантом короля Оттона, намісником Аргоса. Очолював антиосманське повстання у Македонії у 1841 та 1854 роках, коли Каратасос атакував османів одночасно поблизу Сікіа, Орміліа, Поліїрос і Куміца півострова Ситонія.
Будучи переконаним прихильником грецько-сербського союзу в ім'я звільнення Балкан від османського панування, впродовж багатьох років вів неофіційні та напівофіційні переговори із сербською громадськістю. Нарешті, був делегований у Белград королем Оттоном для підготовки офіційної угоди між двома країнами, але несподівано помер під час заключної стадії переговорів.